# モスタファ・モハマド＝ナッジャル
モスタファー・モハンマド＝ナッジャール（ペルシア語: مصطفى محمدنجّار, ラテン文字転写: Mostafa Mohammad Najjar、1956年12月2日 - ）はイランの軍人、政治家。
2008年、欧州連合のいう「核兵器または弾道ミサイル活動」に関与している。

## 経歴

### 生い立ち
1952年12月2日、テヘランに生まれる。1977年にK.N.トゥースィー工科大学を卒業。1984年に同校から機械工学の学士号を、2004年に経営学修士号を取得した。

### 軍歴
1980年に確立されたばかりのイスラム革命防衛隊（IRGC）に入り、イスラエル、レバノン、ペルシア湾を中心に中東部門を担当した。
IRGCの参謀将校としてスィースターン・バルーチェスターン州を担当した。
革命防衛隊省の兵器類単位の指揮官、1986年-2007年にMilitary Industries Organization（MIO）の軍事力部の副議長、defense industries organizationの武器産業集団の会議団長、MIOの軍需部の団長。イラン・イラク戦争の際には、クルディスタンで兵役に服している。1995年には、革命防衛隊の部隊長に任命されている。

### 政治経歴
2005年8月、マフムード・アフマディーネジャードの前期政権（2009年まで）で国防軍需大臣に任命された。2009年8月、アフマディーネジャードが再選された時、ナッジャールを内務大臣に任命した。
2009年の選挙後のデモに関しては、ナッジャールが激しい態度に出た。そのため、彼はアメリカの人権侵害リストに加えられた。ナッジャールについて、こう書かれた。
「モスタファー・モハンマド・ナッジャールが 2009年11月、安全保障や秩序を回復するために任命された。イスラム教シーア派の神聖な日の一つ（アーシューラー）に行われたデモに対する政府の反発が加わっており、37人が死亡して、何百もの逮捕者が出たことに責任を負う必要がある。また、現在の内務大臣として、全警察、内務大臣警察、軍事スパイの行動にも責任がある。」
防衛省在職中、ナッジャールはしばしば欧米の核兵器を批難して、イランの「核エネルギー開発計画」の協力を続ける権利を主張していた。彼の軍事的な考えによると、イランの防国には弾道ミサイルの発達が必要であり、弾道ミサイルが「地域の平和や安定のため」または「イスラム世界の防力のため役に立つ」と言う意見を述べた。
ナッジャールによると、「イランのミサイルは他の国に対して脅威ではなく、イラン領を攻撃される場合にのみ、発射する」。長距離地対地ミサイル・セッジールの発射実験に応えて、「セッジールは抑止するために設計された」と示した。
防衛省在職中、他の国を頼らないように、イランの軍事技術力や兵器体系の国産化を強めていた。これは、2009年9月に引退する際に発表した次の声明から読み取れる。
「軍人として、国を守るため、新しい義務を果たすために転職することは喜ばしいことである。 軍事力が一番強力な時に 防衛省をやめることもまた喜ばしい。イスラーム政権のおかげで、自分たちの科学者は自分たちの軍事の必要なものが備えられるようになった。今日、東から西まで、世界に、イランの偉業が認められている。防衛省をやめる際、外国人はもう必要なくなって、イランにある業績を輸出することができる。
イランの法律によって、内務大臣は国内問題、または国内安全保障にかかわっている事件に絶対的な権力を持っている。それにもかかわらず、内務大臣はアーヤトッラーアリー・ハーメネイーに報告しなければならない。それは、ハーメネイーが国軍の最高司令官だからである。
在職中、服装規定及び社会の風紀に反抗する事件の数がますます増えていて、規則を破った人は厳しい処罰を受けた。「イスラム信教を強化する」や服装規定を守るために、いくつかの機構がもうけられた。任期中に、抗議デモに対して、強硬な手段を取った。2010年7月のデモの時、 Iran's Law Enforcement Forces (LEF)を招集し、「ベルベット革命」や「帝国主義的な陰謀」について警告した。
ナッジャールはSNS活動や衛星通信から注意を受けた。「西洋が電子システム及びバーチャルワールドというものを利用して、イラン社会の安全保障を蝕んでいて、社会構成を破るつもりだ。これは調査をする必要がある」 と指摘した。その時から、インターネットを監視することが強化されて、多くのブロガーが逮捕され、いくつもの電子メールアカウントが禁じられた。それと同時に、ナッジャールがムスンナ派の強まった活動に対して東の国境を取り締まった。その上、在職中、ナッジャールはイランの原子物理学者の暗殺事件を処置しなければならず、2011年7月に「この問題は我々の最優先事項である」と述べた。